# Rosen Kirilov
Rosen Kirilov (en búlgaro: Росен Кирилов) (Vidin, Bulgaria, 4 de enero de 1973) es un exfutbolista y entrenador de fútbol búlgaro. Actualmente es el entrenador del FC Spartak Varna.

## Carrera
Kirilov jugó para el PFC Litex Lovech en la A PFG.
Kirilov hizo 51 apariciones para la selección de fútbol de Bulgaria desde 1998 hasta 2006. Formó parte de los escuadrones de la Copa del Mundo de 1998 y la Eurocopa de 2004.

## Clubes

### Como jugador
| Club             | País     | Año         | Partidos | Goles |
| PFC CSKA Sofia   | Bulgaria | 1991 - 1996 | 61       | 2     |
| PFC Litex Lovech | Bulgaria | 1996 - 1999 | 58       | 1     |
| Adanaspor        | Turquía  | 1999 - 2001 | 63       | 0     |
| PFC Litex Lovech | Bulgaria | 2001 - 2007 | 122      | 10    |
| APOP Kinyras     | Grecia   | 2007 - 2008 | 22       | 0     |
| FC Vaslui        | Rumanía  | 2008        | 1        | 0     |

### Como entrenador
| Club                    | País     | Año       |
| ----------------------- | -------- | --------- |
| FC Vitosha Bistritsa    | Bulgaria | 2018-2019 |
| SFC Etar Veliko Tarnovo | Bulgaria | 2019      |
| FC CSKA 1948 Sofia      | Bulgaria | 2021      |
| POFC Botev Vratsa       | Bulgaria | 2022      |
| FC Spartak Varna        | Bulgaria | 2024 -    |